# 網脂

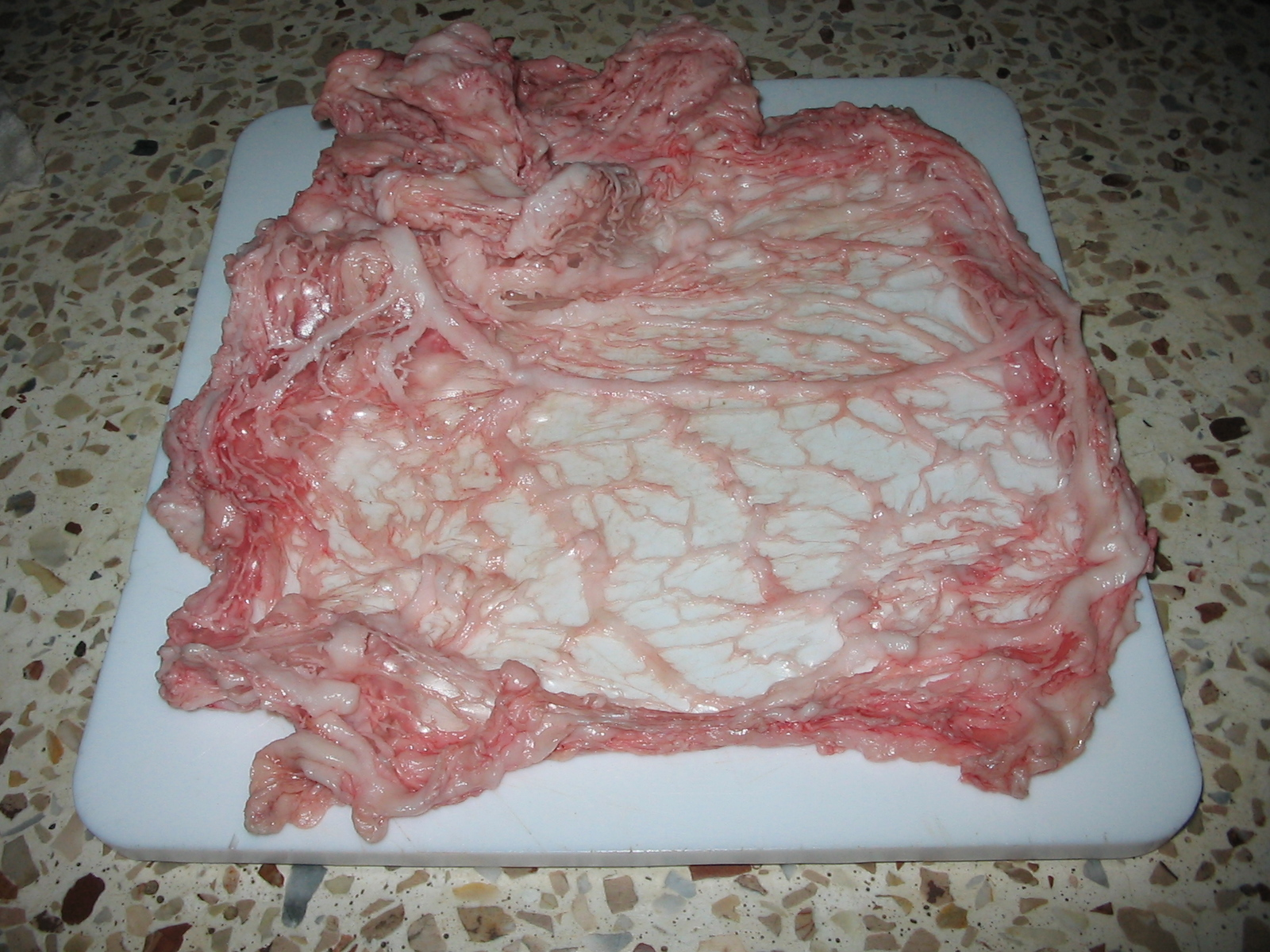
豚の網脂

網脂（あみあぶら）とは、牛や豚、羊などいくつかの動物の内臓を包む薄い膜。網状を呈する脂肪であることから、網脂と呼称される。フランス語では、クレピーヌ（crépine）と呼ばれる。ソーセージやルーラーデン、パテをはじめとして、その他様々な肉料理においてケーシングとして用いられる。このような料理の例として、スイス料理のアトリオやフランス料理のクレピネット、キプロス料理のシェフタリア、南アフリカ料理のスキルパジェス、イギリス料理のファゴット、セルビア料理のプルクナ・マラミカやトルブシュナ・マラミカ、イタリア料理のフェガテッリなどがある。伝統的なウクライナ料理やロシア料理では、網脂はサルニィクとして知られており、大抵は網脂にカーシャやレバーを詰め、土鍋に入れてペチカで焼かれた。米国南西部のアメリカンインディアン部族であるナバホ族は、羊の腸を細長りの網脂に巻き、アチイと呼ばれる料理を作る。

## ギャラリー

網脂を用いた料理
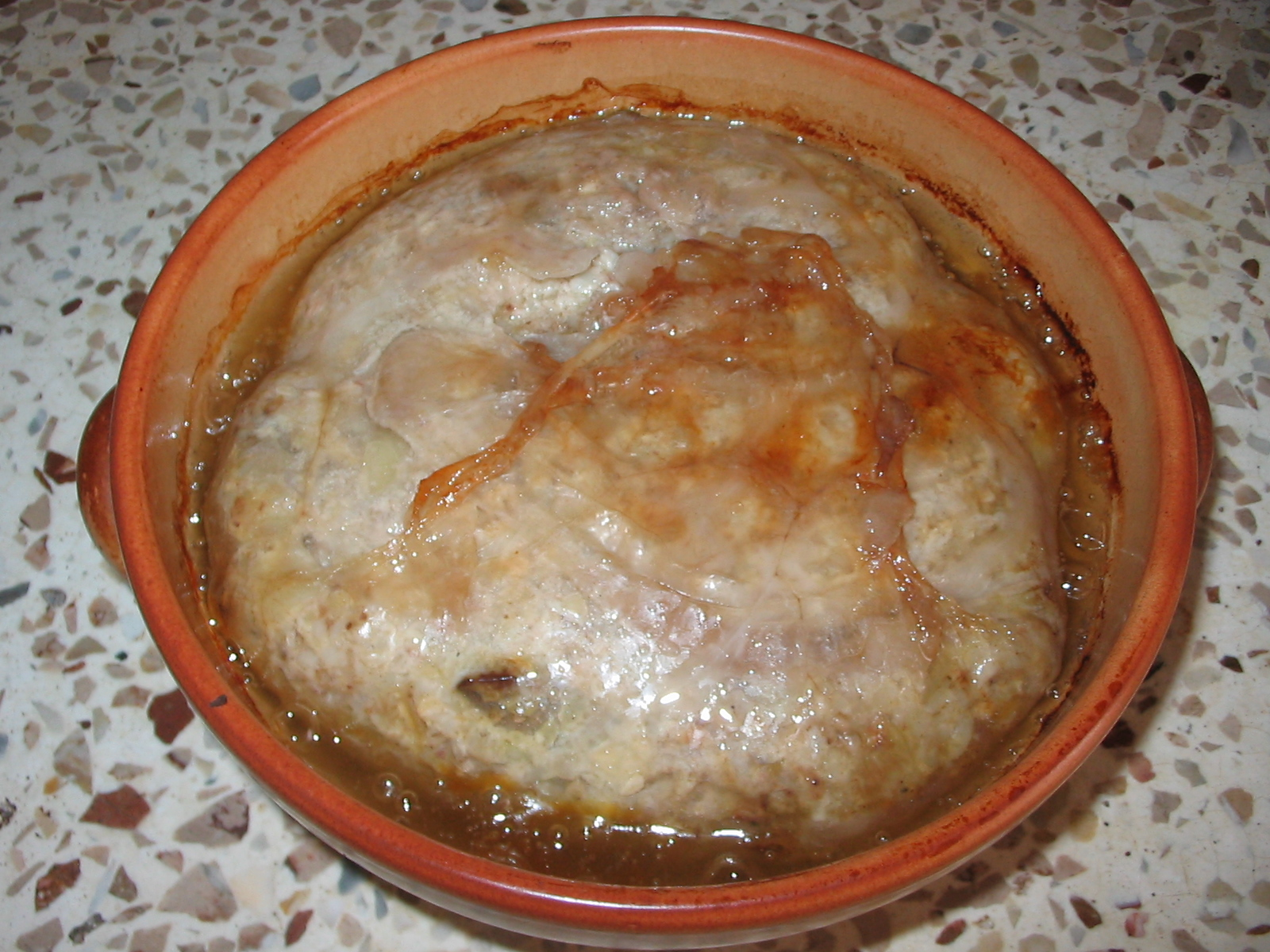
サルニィク
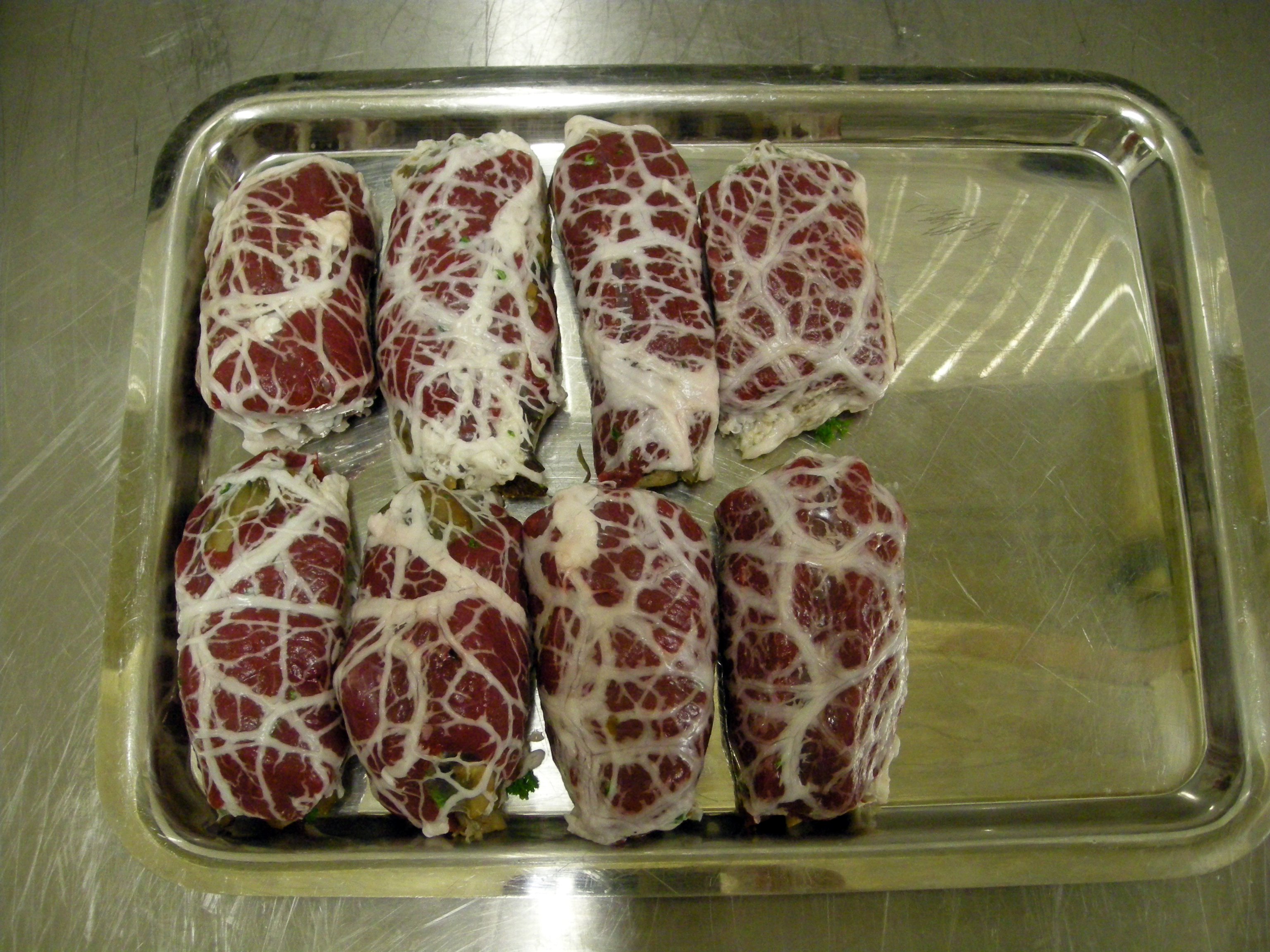
ダチョウのクレピネット
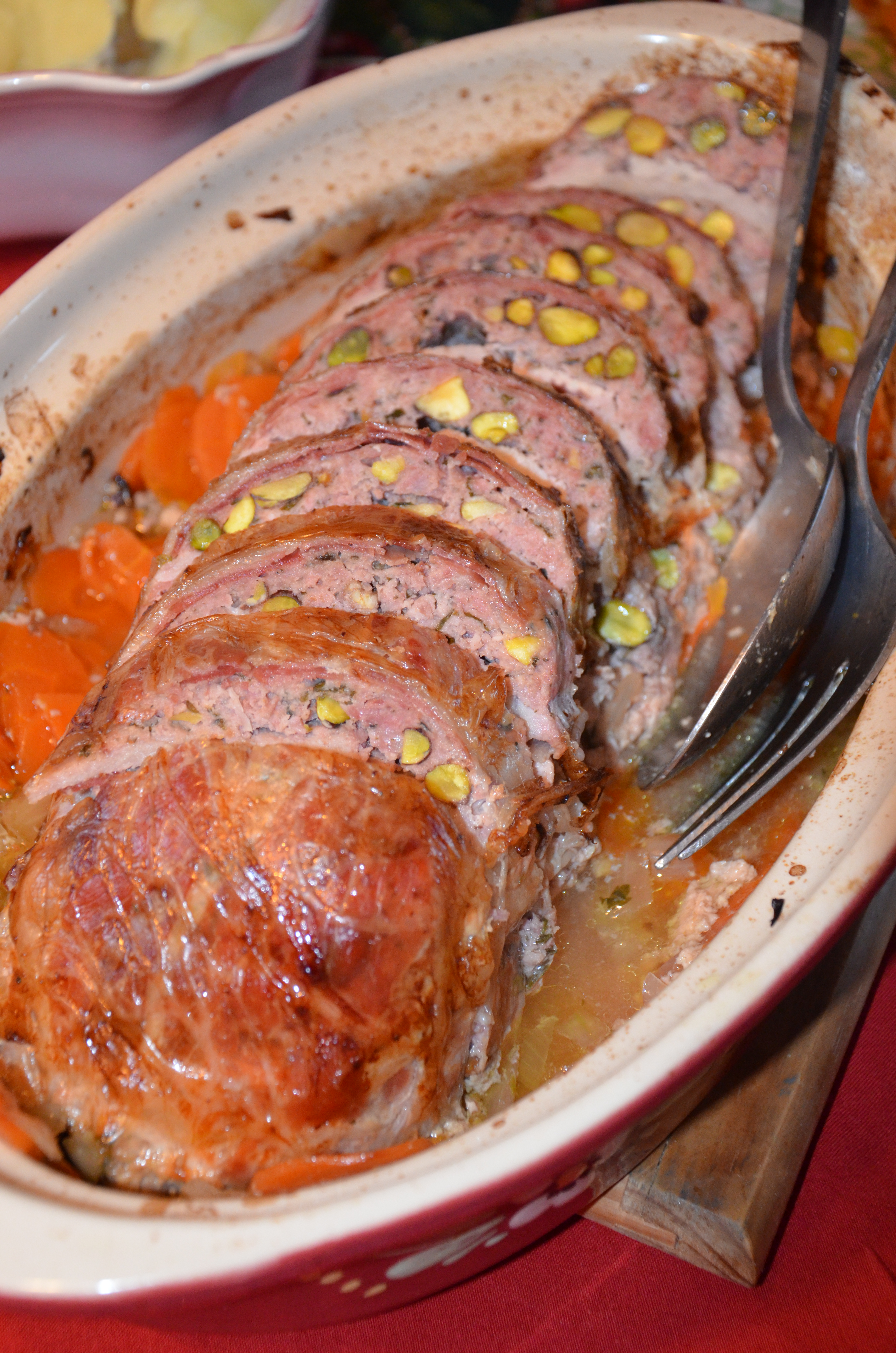
フランスの仔牛ソーセージの塊
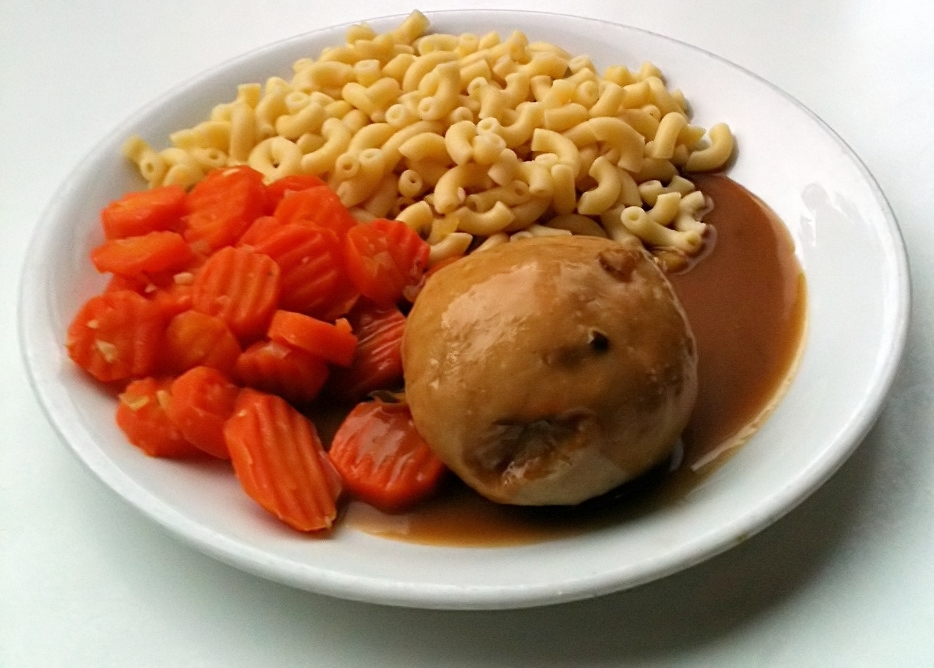
パスタ、にんじんと共に供されたアトリオ

## 関連文献
- Shorland, F. B.; Jessop, A. S. (October 1955). “Isolation of Δ9 Heptadecenoic Acid from Lamb Caul Fat”. Nature 176 (4485):  737. doi:10.1038/176737a0. PMID 13265818.
- Weenink, R. O. (September 1956). “Octadecadienoic Acids of Lamb Caul Fat”. Nature 178 (4534):  646–647. Bibcode: 1956Natur.178..646W. doi:10.1038/178646b0. PMID 13369494.
- Hamilton, Bradford S.; Paglia, Diana; Kwan, Anita Y. M.; Deitel, Mervyn (September 1995). “Increased obese mRNA expression in omental fat cells from massively obese humans”. Nature Medicine 1 (9):  953–956. doi:10.1038/nm0995-953. PMID 7585224.